# Konin (Tugur)
Der Konin (russisch Конин), auch Kanin (russisch Канин), ist der 189 km lange linke Quellfluss des Tugur in der Region Chabarowsk im Fernen Osten Russlands.

## Flusslauf
Der Konin verläuft im Rajon Tuguro-Tschumikanski. Der Konin entspringt auf einer Höhe von etwa 600 m an der Südflanke des Algebirges. Das Quellgebiet liegt 50 km nordwestlich des Dorfes Tugur. Der Konin fließt in südlicher Richtung durch eine breite Niederung. Dabei weist er ein stark mäandrierendes Verhalten mit unzähligen engen Flussschlingen und Altarmen auf. Bei Flusskilometer 99 trifft der Tschitschak rechtsseitig auf den Konin. 34 km oberhalb der Mündung nimmt der Konin seinen größten Nebenfluss, den Munikan, rechtsseitig auf. Nach weiteren 9 Kilometern trifft der Talin ebenfalls von rechts auf den Konin. Dieser vereinigt sich schließlich nahe dem Wohnplatz Burukan mit dem Assyni zum Tugur. Der Konin entwässert ein Areal von 5490 km². 